# سفارت مالزی در واشینگتن
سفارت مالزی در واشینگتن (به انگلیسی: Embassy of Malaysia) یک سفارت در ایالات متحده آمریکا است که در واشینگتن، دی.سی. واقع شده‌است.